# 梯頂鎮區
梯頂鎮區，又译迪登镇区，是緬甸欽邦梯頂縣下轄的一個鎮區。2014年人口87,623人，區域面積2,409.6平方公里。梯頂為該鎮區首府。

## 村莊
2011年統計梯頂鎮區共下分55個村組、132個村莊，主要的村莊包含（另帶普查編號；地名譯名僅供參考）：
| - 勒巴村組（Laibung Village Tract） - 阿可萊（Akluai，217947） - 萊巴（Laibung，164736） - 吐伊紹（Tuisau，164737） - 包曼村組（Buanman Village Tract） - 包曼（Buanman，164716） - 萊吐伊村組（Laitui Village Tract） - 萊吐伊（Laitui，164670） | - 木爾本村組（Mualben Village Tract） - 木爾本（Mualben，164730） - 芬琵村組（Vingpi Village Tract） - 芬琵（Vingpi，164734） - 吐伊桑（Tuizang，164735） - 通桑村組（Tungzang Village Tract） - 通桑（Tungzang，164681） - 吐伊唐（Tuithang） |